# Mouvement démocratique populaire gambela
Le Mouvement démocratique populaire Gambela (Amharique : የጋምቤላ ሕዝቦች ዴሞክራሲያዊ ንቅናቄ) est un parti politique éthiopien.
Lors des élections législatives du 15 mai 2005, le parti a remporté 3 sièges à la Chambre des représentants des peuples, tous dans la région Gambela.
En août 2005, le parti a obtenu 81 sièges sur 82 aux élections régionales dans la région Gambela.